# Stiftelsen Lantbruksforskning
Stiftelsen Lantbruksforskning är lantbruksföretagarnas forskningsstiftelse och har som mål att stärka det svenska lantbruket. Stiftelsen finansierar lantbruksrelaterad forskning och utveckling. Pengarna kommer från lantbruket genom avräkningspriser och från branschorganisationer. Stiftelsen har även statlig finansiering, främst genom Forskningsrådet Formas. Stiftelsen Lantbruksforskning har funnits i sin nuvarande form sedan 1996.

## Vision
Stiftelsen Lantbruksforsknings vision är: 
| ” | Stiftelsen Lantbruksforskning är näringens starkt samlande kraft för världsledande tillämpbar forskning. | „ |

## Ekonomi
Stiftelsen Lantbruksforskning forskningsmedel hanteras i fyra fokusområden - energi & biomassa, företagande, klimat & miljö samt livsmedel. Pengarna fördelas för att ge största möjliga nytta till lantbruket och trädgårdsnäringen. Ansökningarna bedöms av bransch- och beredningsgrupper som består av forskare, branschrepresentanter, lantbrukare, rådgivare och andra experter. 2014 beviljades 59 miljoner kronor i finansiering till totalt 23 forskningsprojekt.

## Projekt

### Lantbrukare och forskare tillsammans (LOFT)
Lantbrukare och forskare tillsammans, LOFT, var en kommunikationssatsning som pågick 2007-2011 för att öka dialogen mellan forskare och lantbrukare. Syftet var att sprida forskningsresultat som kan ge svenskt lantbruk högre kvalitet, bättre lönsamhet och ökad miljövänlighet.
LOFT hade tjugo så kallade ambassadörer, tio lantbrukare och tio forskare, som hade till uppdrag att sprida kunskap och information om fördelarna med ett kunskapsdrivet lantbruk.
Inom LOFT samarbetade Stiftelsen Lantbruksforskning med organisationerna Sveriges lantbruksuniversitet, Forskningsrådet Formas, Värmeforsk, JTI - institutet för jordbruks- och miljöteknik, PlantComMistra, Agroväst, Stiftelsen Hästforskning, AgroÖst, Regional jordbruksforskning i norra Sverige, Statens veterinärmedicinska anstalt och Svensk Mjölk.